# Dangereuse sous tous rapports
Pour les articles homonymes, voir Something Wild.
Pour plus de détails, voir Fiche technique et Distribution.
Dangereuse sous tous rapports ou Sauvage et dangereuse au Québec (Something Wild) est un film américain réalisé par Jonathan Demme et sorti en 1986. Il met en scène Melanie Griffith, Jeff Daniels et Ray Liotta dans les rôles principaux.
Il est présenté hors compétition au festival de Cannes 1987.

## Synopsis
À New York, Charles Driggs est un jeune yuppie travaillant dans une banque d'investissement. Naïf et coincé, il aime se donner le frisson en quittant les snacks sans payer son chocolat. Il attire ainsi l’attention de Lulu, une brune au look extravagant, fougueuse et ultra-sexy créature, qui l’enlève dans sa voiture. Malgré ses balbutiantes protestations concernant épouse et travail, Charles se laisse entraîner dans une équipée délirante, échevelée, un road trip riche en émotions inédites : conduite kamikaze, alcool au volant, vol au tiroir-caisse, grivèlerie, T-shirt tout neuf déchiqueté, relations sexuelles menotté, sortie de route, auto-stoppeurs embarqués beuglant Wild Thing, , etc.. Qui est Lulu ? Où veut-elle en venir ? Inquiet au début, tant sa pulpeuse maîtresse est imprévisible, Charles finit par prendre goût à ce nouveau style de vie dangereux et excitant. Amoureux de Lulu, il envoie par-dessus les moulins épouse, enfants, partie de squash, déductions fiscales, hautes responsabilités et brillante carrière.
Ils arrivent dans la ville d’enfance de Lulu, en Pennsylvanie. Lulu présente Charles à sa maman comme étant son mari. Lulu s’appelle en réalité Audrey et, de femme fatale brune à cheveux mi-longs, elle se métamorphose en sage fille blonde à cheveux courts, dans la robe de ses dix-huit ans. Elle entraîne Charles au bal des anciennes de son école.
Là, les choses se gâtent. Tout d’abord, Charles se retrouve nez à nez avec Larry Dillman, un comptable de son entreprise qui a épousé une ancienne condisciple d’Audrey. Audrey apprend ainsi que Charles n’est pas le grand fauve qu’il prétend être : sa femme l’a quitté pour son meilleur ami, emmenant les trois enfants. En même temps apparaît un inquiétant personnage, Ray, sorti de prison plus tôt que prévu. Il n’est autre que le mari d’Audrey, qui se disait divorcée, sans autre précision.
La fantasque Audrey, qui a mené le jeu avec autorité dans toute la première partie du film, s’efface curieusement, reprend sa place d’épouse soumise, semble comme envoûtée par son mari malsain et ne fait plus qu’assister passivement à l’affrontement inégal entre le frêle Charles et le sauvage psychopathe. La deuxième partie du film est dominée par le danger que représente l’ultra-violent Ray.
Charles n’abdique pas. Bien qu’Audrey soit indéchiffrable, bien que son attitude soit particulièrement trouble, il croit deviner qu’elle n’aime plus son mari. Il espionne le couple, et finit même par enlever Audrey. Mais celle-ci, loin de lui témoigner de la reconnaissance, lui reproche d’avoir menti au sujet de sa femme. Il l’emmène néanmoins à New York pour la mettre à l’abri de Ray. Lequel est à leurs trousses. Dans un final fracassant, la violence se déchaîne. Après une lutte acharnée Ray sera blessé mortellement, puis après une période valse-hésitation, Audrey emmènera Charlie avec lui.

## Fiche technique
- Titre français : Dangereuse sous tous rapports
- Titre québécois : Sauvage et dangereuse
- Titre original : Something Wild
- Réalisation : Jonathan Demme
- Scénario : E. Max Frye
- Direction de la photographie : Tak Fujimoto
- Musique originale : Laurie Anderson et John Cale
- Décors : Norma Moriceau
- Montage : Craig McKay
- Pays de production :  États-Unis
- Langue originale : anglais américain
- Producteurs : Jonathan Demme, Kenneth Utt, Edward Saxon (producteur exécutif)
- Société de production : Religiosa Primitiva
- Société de distribution : Twentieth Century Fox France Inc
- Format : Couleur - 1.85:1 - son Dolby
- Genre : comédie dramatique, road movie, thriller
- Durée : 113 minutes
- Dates de sortie :
  - États-Unis : 7 novembre 1986
  - France : 10 juin 1987

## Distribution
- Jeff Daniels  (VF : Patrick Poivey)  : Charles Driggs
- Melanie Griffith  (VF : Marie-Christine Darah)  : Audrey Hankel / Lulu
- Ray Liotta  (VF : Joël Martineau)  : Ray Sinclair
- Jack Gilpin  (VF : Jean-Claude Montalban)  : Larry Dillman
- Margaret Colin  (VF : Emmanuelle Bondeville)  : Irene
- Tracey Walter  (VF : Marc François)  : le vendeur d'alcool
- Su Tissue : Peggy Dillman
- Robert Ridgely : Richard Graves
- Kristin Olsen  (VF : Virginie Ledieu) : Tracy
- John Sayles : le policier à moto
- John Waters : le vendeur de voitures d’occasion
- Charles Napier : le chef cuisinier furieux
- Kenneth Utt : "Dad"
- Adelle Lutz : Rose
- Sister Carol : Dottie
- The Feelies : The Willies

## Production

### Genèse et développement
Le scénario est tombé entre les mains de Jonathan Demme alors que le scénariste E. Max Frye était encore à l'école de cinéma. Le cinéaste s'est rapidement engagé après avoir été séduit par le script.

### Attribution des rôles
Le film marque l'un des premiers rôles majeurs de Ray Liotta et Melanie Griffith. Le rôle de Ray Sinclair avait d'abord été proposé à Chris Isaak, mais il était occupé sur un album. Kevin Kline avait quant à lui été envisagé pour jouer Charlie.
Jonathan Demme offre des caméos à deux autres réalisateurs : John Sayles incarne le policier à moto alors que John Waters est le vendeur de voitures d’occasion. Le producteur Kenneth Utt fait également une apparition. Les mères de David Byrne et Jonathan Demme sont également présentes.

### Tournage
Le tournage a lieu de mars à mai 1986. Il se déroule à New York (Manhattan, Holland Tunnel, ...) en Floride (Quincy, Tallahassee, Havana), dans le New Jersey (Paramus, Rahway, Ringwood, Jersey City), en Pennsylvanie.

## Bande originale
Plusieurs chansons entendues dans le film, notamment celles de The Feelies, sont absentes de l'album de la bande originale. David Byrne a notamment composé un titre inédit, Loco De Amor. Le groupe The Feelies est également présent dans le film.
Liste des titres de l'album
1. Loco De Amor (Crazy For Love) - David Byrne & Celia Cruz – 3:45
2. Ever Fallen In Love de Fine Young Cannibals – 3:48
3. Zero, Zero Seven Charlie d'UB40 – 3:48
4. Not My Slave d'Oingo Boingo – 4:23
5. You Don't Have To Cry de Jimmy Cliff – 3:57
6. With You Or Without You de Steve Jones – 4:46
7. Highlife de Sonny Okosun – 3:40
8. Man With A Gun de Jerry Harrison – 4:32
9. Temptation de New Order – 3:28
10. Wild Thing de Sister Carol – 4:05

## Sortie et accueil
Le film rapporte 8 362 969 $ pour un budget de 8 000 000 $. En France, le film totalise 176 390 entrées.

## Distinctions

### Récompenses
- Boston Society of Film Critics Awards 1987 : meilleur acteur dans un second rôle pour Ray Liotta[9]
- Prix Edgar-Allan-Poe 1987 : prix du meilleur scénario pour E. Max Frye

### Nominations
- New York Film Critics Circle Awards 1986 : meilleur acteur dans un second rôle pour Ray Liotta
- Golden Globes 1987 : meilleur acteur dans un film musical ou une comédie pour Jeff Daniels, meilleure actrice dans un film musical ou une comédie pour Melanie Griffith et meilleur acteur dans un second rôle pour Ray Liotta
- National Society of Film Critics Awards 1987 : meilleur acteur dans un second rôle pour Ray Liotta